# Bitwa pod Petrykowem

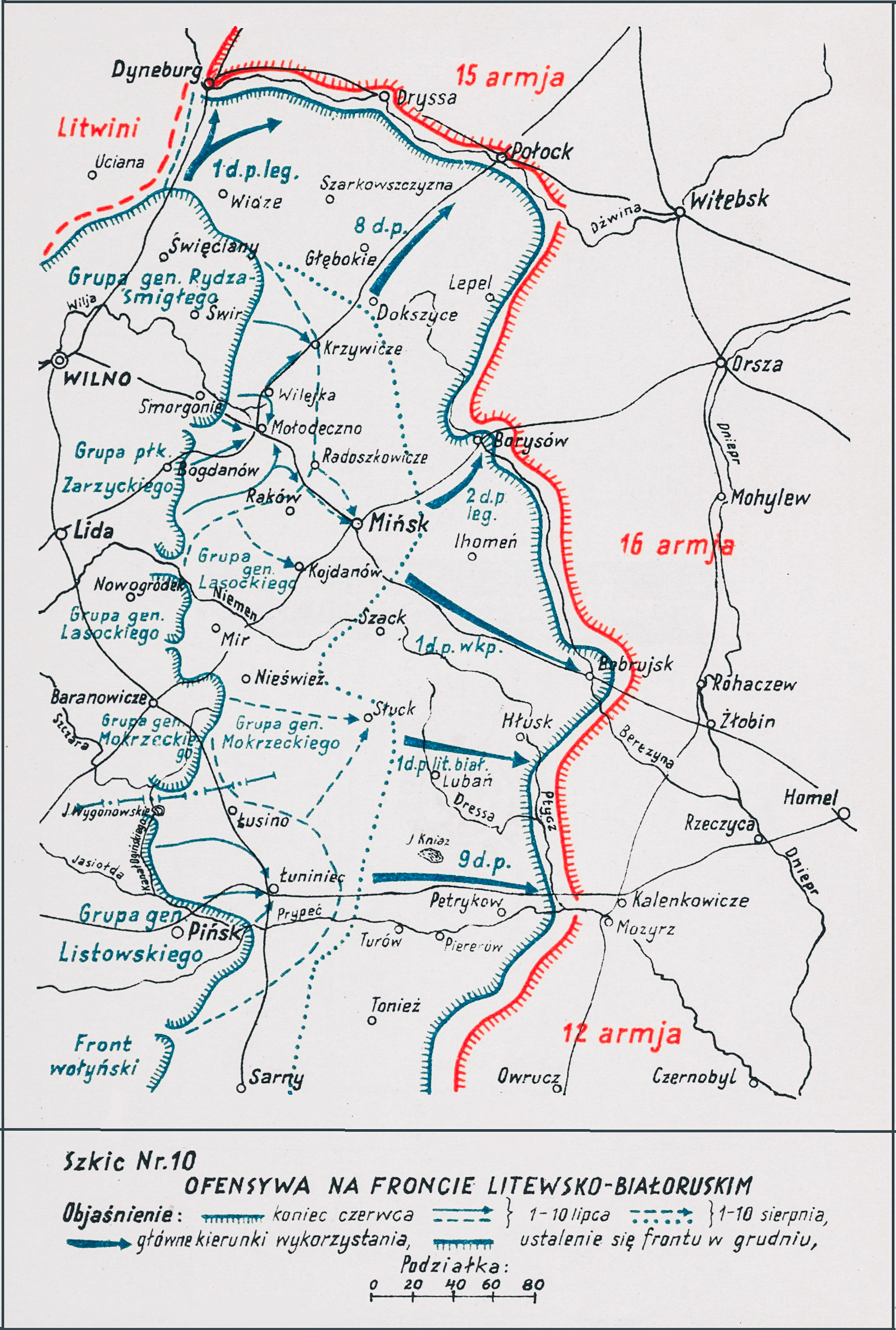
Adam Przybylski,
Wojna Polska 1918–1921

Bitwa pod Petrykowem – walki polskiego 34 pułku piechoty i łodzi Flotylli Pińskiej z oddziałami sowieckimi toczone w pierwszym roku wojny polsko-bolszewickiej.

## Geneza
Na początku kwietnia na litewsko-białoruskim obszarze działań wojennych oddziały polskie stały na linii Jasiołda – Kanał Ogińskiego, podchodząc na północ od Niemna do linii kolejowej Baranowicze – Lida i do rzeki Dzitwy. W tym czasie oddziały Armii Czerwonej tworzyły cztery zgrupowania. Jedno z nich zgrupowane było na Polesiu w rejonie Łunińca.
Grupa Poleska gen. Antoniego Listowskiego powoli, ale systematycznie, przesuwała się w kierunku wschodnim. Do 20 maja wyszła do linii Styru i Prypeci, a także do ujścia Jasiołdy. Wojska grupy trzykrotnie próbowały zdobyć Łuniniec, broniony przez 8 Dywizję Strzelców i mniejsze oddziały Armii Czerwonej. Dopiero w lipcu oddziały polskie przełamały obronę sowiecką i grupa mjr. Aleksandra Łuczyńskiego wkroczyła do opuszczonego przez czerwonoarmistów Łunińca.
W związku z postępami ofensywy polskiej na Białorusi, w sierpniu 1919 dowództwo sowieckie przerzuciło z Mozyrza do Petrykowa eskadrę Flotylli Dnieprzańskiej, złożoną z trzech kanonierek, kilku dozorowców i motorówek. Jednostki te dokonywały wypadów na odległe o około trzydzieści kilometrów polskie stanowiska obronne.

## Walczące wojska
| Jednostka                         | Dowódca                   | Podporządkowanie          |
| Wojsko Polskie                    |                           |                           |
| 9 Dywizja Piechoty                | płk Władysław Sikorski    | Front Litewsko-Białoruski |
| ⇒ 34 pułk piechoty                | mjr Aleksander Łuczyński  |                           |
| → III/ 34 pułku piechoty          | por. Kazimierz Galiński   | GW por. Galińskiego       |
| – 11/34 pułku piechoty            | por. Witold Spława-Neuman | GW por. Galińskiego       |
| – pluton 9/34 pułku piechoty      |                           | GW por. Galińskiego       |
| – pluton III/34 pułku piechoty    | sierż. Klim               |                           |
| ⇒ Flotylla Pińska                 | por. mar. Jan Giedroyć    | GW por. mar. Giedroycia   |
| → łódź motorowa II                | por. mar. Jan Giedroyć    | GW por. mar. Giedroycia   |
| → łódź motorowa I                 | ppor. mar. Karol Taube    | GW por. mar. Giedroycia   |
| Armia Czerwona                    |                           |                           |
| jednostki Flotylli Dnieprzańskiej |                           | 16 Armia                  |
| jednostki 16 Armii                |                           | 16 Armia                  |

## Walki pod Petrykowem
We wrześniu 1919 dowództwo polskie założyło w Turowie bazę operacyjną dla jednostek Flotylli Pińskiej. Były to cztery łodzie motorowe, każda wyposażona w działko 37 mm i jeden ckm. Po utworzeniu przedmościa w rejonie Bobrujska, 9 Dywizja Piechoty płk. Władysława Sikorskiego przystąpiła do działań zaczepnych z zamiarem przesunięcia frontu nad dolną Ptycz i Uborć. Celem rozpoznania przeciwnika dowódca dywizji nakazał zorganizowanie serii wypadów przed przedni skraj obrony.
Patrol sierżanta Klima
Jednym z pierwszych wypadów był daleki patrol zorganizowany i dowodzony przez sierż. Klima.
Liczący zaledwie piętnastu szeregowych patrol przemaszerował ponad trzydzieści kilometrów przed linie czat 34 pułku piechoty i dotarł do Petrykowa. Pomimo dysproporcji sił, sierżant Klim zaatakował miasteczko. Niezwykła odwaga i brawura patrolu spowodowała ucieczkę Sowietów z Petrykowa. Nawet okręty, oddawszy kilka strzałów armatnich, odpłynęły w dół Prypeci. Zanim przeciwnik zorientował się w skali ataku, sierżant Klim wycofał swój patrol, uprowadzając 7 koni, 3 wozy z amunicją i jedną kuchnię polową.
Wypad III batalionu na Petryków
Kolejnym zorganizowanym większymi siłami wypadem było działanie na Petryków III batalionu 34 pułku piechoty. W tym czasie załogę Petrykowa stanowiło około 500 czerwonoarmistów z dwoma działami, a w porcie stały dwie kanonierki „Traktomirow” i „Burzyn” oraz uzbrojony statek transportowy „Struja” („Strumień”).
Nocą z 16 na 17 września III/34 pp por. Kazimierza Galińskiego, wspierany przez dwie łodzie motorowe Flotylli Pińskiej pod dowództwem por. mar. Jana Giedroycia i ppor. mar. Karola Taubego, wyruszył do działań. Poranne natarcie polskich piechurów i atak dwóch polskich łodzi całkowicie zaskoczyły Sowietów. Załogi sowieckich kanonierek, zajęte prowadzeniem ognia do piechoty polskiej, zauważyły wyłaniające się z mgły polskie łodzie dopiero w odległości kilkudziesięciu metrów. Ogień polskich działek nie mógł co prawda przebić pancerzy jednostek sowieckich, ale zaskoczenie było tak wielkie, że przeciwnik nie przyjął walki, podniósł kotwicę i ratował się ucieczką. Część czerwonoarmistów skierowała się do portu, licząc na ewakuację. Wtedy na port uderzyła polska piechota i opanowała go, a żołnierze kompanii por. Spławy-Neumana weszli na pokład stojącej przy nabrzeżu „Strui”. W tym czasie polskie łodzie przeszły do pościgu, ale zostały ostrzelane przez sowieckie oddziały obsadzające brzeg Prypeci i częściowo uszkodzone.
Dowódca 9 Dywizji Piechoty płk Władysław Sikorski tak opisał walkę motorówek Flotylli Pińskiej:

Flotylla bolszewicka w składzie 5-ciu doskonale opancerzonych i uzbrojonych statków natknęła się na własne łodzie motorowe pełniące straż na Prypeci. Własne łodzie motorowe, jakkolwiek nieopancerzone, wykonały napad ogniowy na flotyllę bolszewicką. Wskutek tego wywiązała się godzinna walka, w której bolszewicy zasypywali wprost ogniem artyleryjskim i karabinów maszynowych mało jednak celnym flotyllę pińską dotrzymującą dzielnie placu. Po zaciętej walce flotylla własna wycofała się ze stratą 2-ch rannych. Statki bolszewickie zawróciły w dół rzeki.

W kolejnych trzech dniach sowieckie oddziały lądowe i jednostki Flotylli Prypeckiej parokrotnie próbowały odbić Petryków, ale batalion por. Galińskiego odparł wszystkie ataki. 19 września dowódca dywizji płk. Sikorski wydał rozkaz odwrotu. Polski batalion wycofał się łącznie ze zdobytą „Strują”.
Kolejne polskie natarcie miało miejsce 1 października. III/ 34 pp por. Galińskiego ponownie uderzył na Petryków i po krótkich walkach opanował miasto. W tym też dniu do portu wpłynęły jednostki Flotylli Pińskiej.